# فيلي غاري
فيلي غاري (بالإنجليزية: Willie Gary)‏ هو لاعب كرة قدم أمريكية أمريكي، ولد في 1 نوفمبر 1978.

## وصلات خارجية
- فيلي غاري على موقع مرجع كرة القدم المحترفة.كوم (الإنجليزية)
- فيلي غاري على موقع JustSportsStats.com (الإنجليزية)